# Événements politiques de 2007 en Birmanie

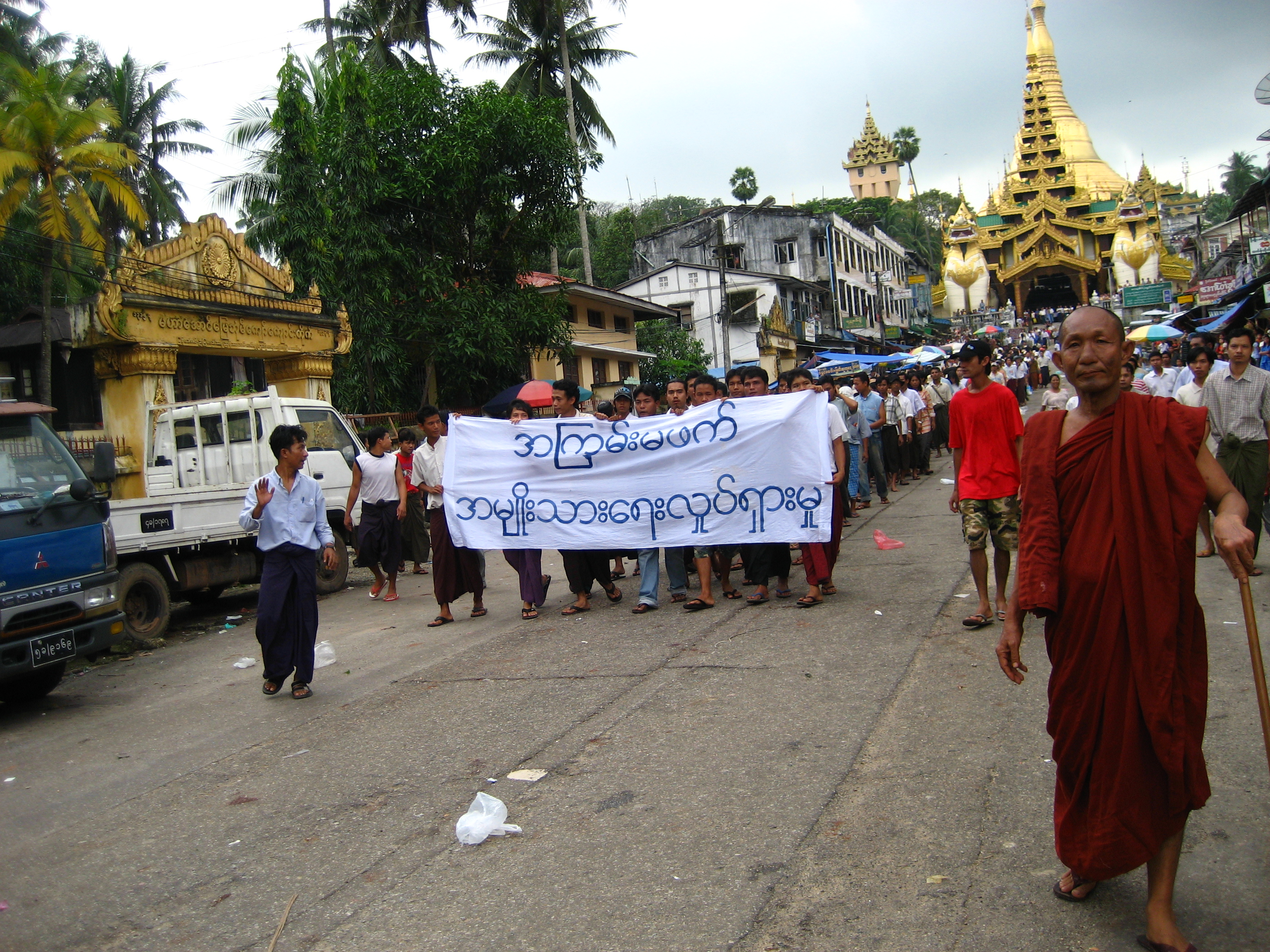
Manifestation devant la Pagode Shwedagon à Rangoon le 24 septembre 2007.

Les événements politiques d'août et septembre 2007 en Birmanie, parfois surnommés révolution de safran, ont pour origine l'augmentation brutale du prix de plusieurs sources d'énergies décidée par le régime à partir du 15 août. Les manifestations ont débuté le 19 août à Rangoon. Ces manifestations pacifiques se sont étendues et poursuivies avec le soutien de centaines de bonzes, accompagnés de plusieurs dizaines de milliers de personnes, atteignant jusqu'à 100 000 manifestants. 
Réprimées à partir du 26 septembre, elles semblent n'avoir eu aucune conséquence politique immédiate. Selon une enquête publiée par Al Jazeera peu avant les votations de novembre 2015, ces manifestations auraient cependant débouché sur les affrontements religieux entre bouddhistes et musulmans en 2012 et 2013, fomentés et soutenus par le gouvernement militaire de Thein Sein.

## Causes
L'état de l'économie birmane est catastrophique et des tensions couvaient depuis plusieurs mois (les difficultés économiques avaient déjà été une des causes des manifestations de 1988). Alors qu'au moment de son indépendance en 1948 le pays était un des plus riches d'Asie, il se trouve en 2005 à la 132e place sur 177 de l'indice de développement humain (IDH) — l'un des plus bas d'Eurasie — et a un produit intérieur brut par habitant estimé à 1 800 dollars, ce qui le situe au même niveau que la Corée du Nord.

## Déroulement
Le 15 août 2007 le gouvernement birman a brusquement augmenté le prix de plusieurs sources d'énergies : 66 % pour l'essence, 100 % pour le diesel et plus de 500 % pour le gaz. Les raisons de cette augmentation étaient officiellement de faire face à l'augmentation du prix des hydrocarbures. Mais selon certains chercheurs, elle aurait été rendue nécessaire par la mauvaise gestion de l'économie birmane par la junte au pouvoir.
Des manifestations éclatèrent dans l'ancienne capitale Rangoon à partir du 19 août 2007. Elles prirent de l'ampleur après le 5 septembre 2007, lorsque des bonzes furent frappés par des miliciens de la junte lors d'une manifestation à Pakokku, à 500 kilomètres au nord de Rangoon, suscitant l'indignation générale dans ce pays majoritairement bouddhiste. L'implication des bonzes valut au mouvement le surnom de révolution de safran (en référence à la couleur de leurs robes).

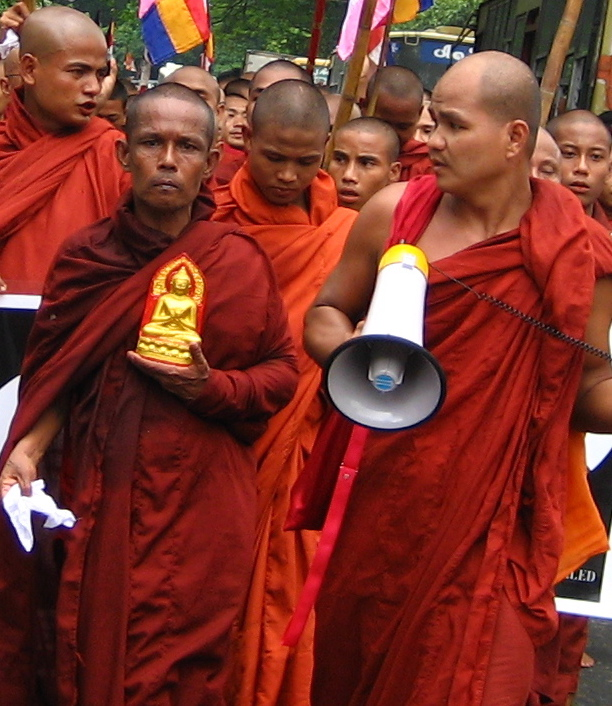
Moines protestant à Rangoon

Ces manifestations pacifiques atteignirent une ampleur sans précédent depuis 1988, où un mouvement démocratique avait été réprimé dans le sang (environ 3 000 morts).
Dans un premier temps, les manifestations n'ont pas été réprimées par le gouvernement, qui s'est contenté de demander leur arrêt via la télévision d'État et de déplacer des troupes vers Rangoon.
Le 26 septembre 2007, les forces armées birmanes ont pris le contrôle des monastères, centres du mouvement pro-démocrate, et sont intervenues contre les manifestants à Rangoon, le bilan étant d'au moins quatre morts (un civil et trois bonzes). Il y a eu plusieurs tirs de sommation dans d'autres endroits du pays, ainsi que plusieurs centaines d'arrestations, notamment à l'est de Rangoon à Kyaikkasan. Certaines parties de l'armée, refusant d'agir, auraient soutenu tacitement les moines manifestants.[citation nécessaire]
La répression a fait une seule victime non-birmane, le journaliste japonais Kenji Nagai, tué par balles le 27 septembre.

## Réactions internationales

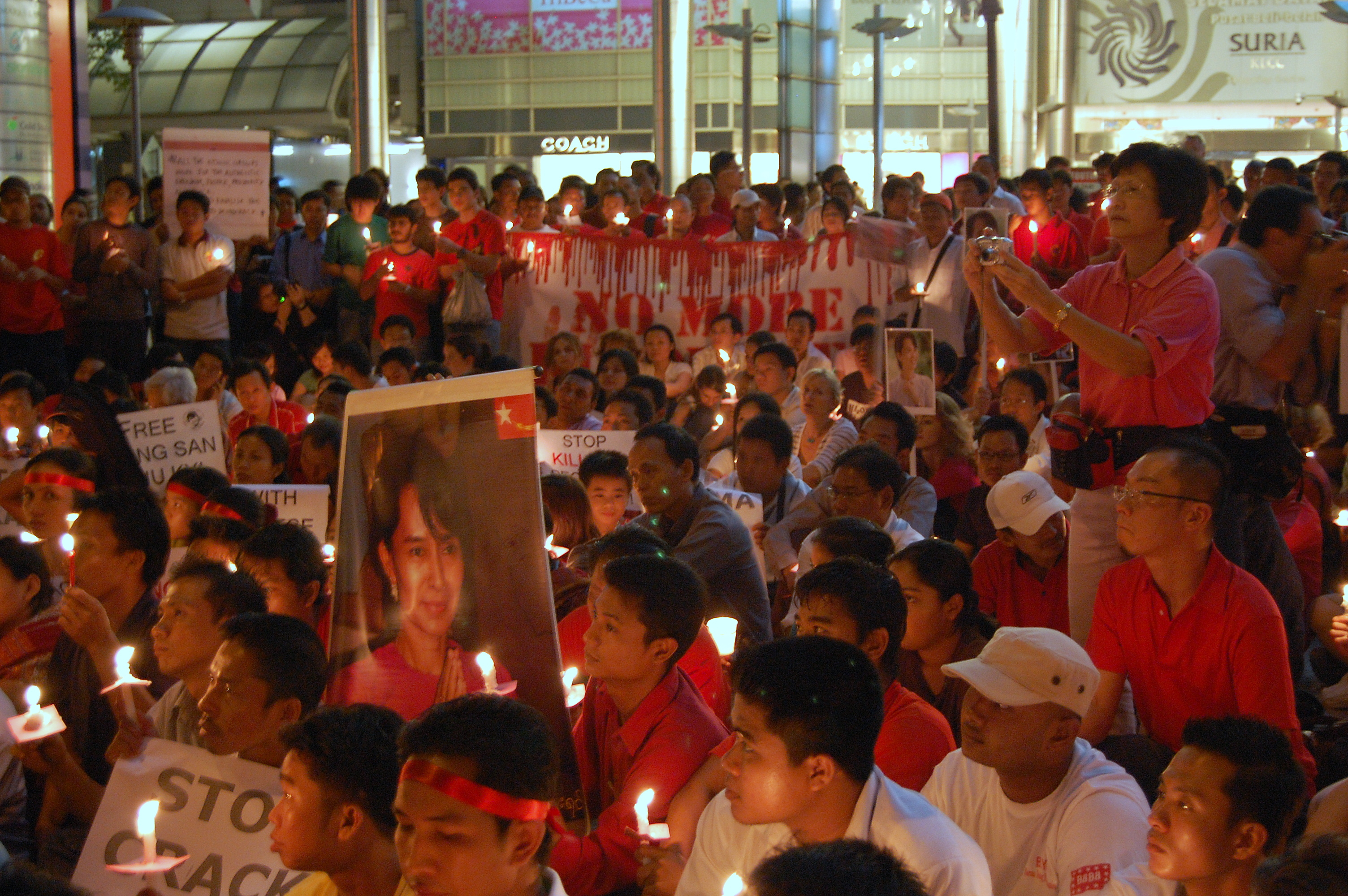
Réunion de protestation à Kuala Lumpur (Malaisie), le 5 octobre 2007.

Quelques images tournées clandestinement par des Birmans ont été placées sur Internet, permettant au monde de prendre conscience de la vague de protestation et de sa répression. La pression internationale s'intensifie sur le régime militaire ; l'ONU a dépêché un commissaire pour tenter de dénouer la crise et pour la première fois la Chine se joint aux pays qui demandent aux dictateurs birmans de faire preuve de retenue et de ne pas ouvrir le feu sur les manifestants. (La Chine est l'une des dernières alliées du Myanmar, partageant d'importants investissements et plus de deux millions de ressortissants.) 
Dans les rues de Bangkok, l'opposition officielle en exil a manifesté contre la répression de cette révolte populaire. L'ASEAN s'est déclarée "révulsée" par la répression armée qu'a exercée la junte et lui a demandé de cesser d'utiliser les armes contre les civils. À Londres, Paris et plusieurs autres grandes villes, des citoyens sont descendus dans les rues pour manifester contre la répression armée. Au Canada, où vivent plus de trois mille Birmans en exil, les moines bouddhistes contestent la légitimité du régime dictatorial.
Le 2 octobre, l'émissaire de l'ONU, Ibrahim Gambari, a pu enfin rencontrer les chefs de la junte.